# Aeroporto Internacional Coronel FAP Carlos Ciriani Santa Rosa
O aeroporto internacional Coronel FAP Carlos Ciriani Santa Rosa Código: (IATA: TCQ, ICAO: SPTN), é um aeroporto que serve a cidade de Tacna, no Peru. É dirigida pela CORPAC SA (Corporação Peruana de Aeroportos Aviação Comercial SA), uma organização governamental de gerência que supervisiona a gestão dos aeroportos peruano. Ela está localizada 27 km (17 milhas) de distância da fronteira chilena. É o principal aeroporto da região de Tacna. Atualmente, é servido apenas por LAN Peru.
- Coordenadas: (Latitude:|18|03|12|S), (Longetude:|70|16|33|W|)

## Companhias Aereas e Destinos
- Aero Cóndor
  - Arequipa ( Aeroporto Internacional Rodríguez Ballón )
  - Lima ( Aeroporto Internacional Jorge Chavez )
- Lan Perú
  - Lima ( Aeroporto Internacional Jorge Chavez )